# آژیکوده و آژیککال
آژیکوده و آژیککال (به انگلیسی: Azhikode and Azhikkal) یک منطقهٔ مسکونی در هند است که در بخش کنور واقع شده‌است. آژیکوده و آژیککال ۱۵٫۹۸ کیلومتر مربع مساحت و ۴۷٬۳۲۳ نفر جمعیت دارد.